# Ragazza occhi cielo
Ragazza occhi cielo è l'EP, di debutto solista, della cantante italiana Loredana Errore, pubblicato il 19 marzo 2010 dalla casa discografica Sony Music.

## Il disco
Nell'ep sono contenute 7 tracce, tre presentate nel pomeridiano e nel serale del talent show Amici di Maria De Filippi stagione 2009/2010 ed inseriti nelle compilation legate al programma, (Sfida e 9): La voce delle stelle, Ti amo (prodotta da Daniele Coro e Federica Camba) e Ragazza occhi cielo, primo singolo estratto, scritto e composto da Biagio Antonacci, in rotazione radiofonica dal 9 febbraio 2010. Biagio Antonacci ha firmato anche i successivi due singoli estratti L'ho visto prima io, in rotazione radiofonica dal 14 maggio 2010, e Oggi tocchi a me in rotazione radiofonica dal 24 settembre 2010.
L'EP ha debuttato alla sesta posizione della classifica italiana degli album, ha raggiunto la terza posizione la settimana successiva ed è risultato essere il ventesimo album più venduto in Italia nel 2010.

## Tracce
1. Ragazza occhi cielo – 3:53 (Biagio Antonacci; edizioni musicali Basta Edizioni Musicali Srl)
2. L'ho visto prima io – 3:46 (Biagio Antonacci)
3. La voce delle stelle – 3:36 (Federica Camba e Daniele Coro; edizioni musicali Warner Chappell Music Italiana)
4. La vedova nera – 3:29 (Federica Camba e Daniele Coro; edizioni musicali Warner Chappell Music Italiana) – (Titolo originale: Vedova nera)
5. Oggi tocchi a me – 4:02 (Biagio Antonacci; edizioni musicali Basta Edizioni Musicali Srl)
6. L'inventario – 3:32 (testo: Alfredo Rapetti – musica: Daniel Vuletic; edizioni musicali Impatto Edizioni Musicali Snc) – (Depositato in SIAE come Inventario)
7. Ti amo – 3:32 (Federica Camba e Daniele Coro; edizioni musicali Warner Chappell Music Italiana)

## Formazione
- Loredana Errore - voce
- Davide Tagliapietra - chitarra acustica, chitarra elettrica, basso, programmazione
- Christian "Noochie" Rigano - pianoforte, synth
- Biagio Antonacci - chitarra elettrica

## Classifiche

### Posizioni massime
| Classifica (2010) | Posizione massima |
| ----------------- | ----------------- |
| Italia            | 3                 |

### Classifiche di fine anno
| Classifica (2010) | Posizione |
| ----------------- | --------- |
| Italia            | 20        |